# روی براون (بازیکن فوتبال، زاده ۱۹۱۷)
روی براون (انگلیسی: Roy Brown; ۱۴ اوت ۱۹۱۷ – ۳۱ ژانویهٔ ۲۰۰۵) بازیکن فوتبال بود.
از باشگاه‌هایی که در آن بازی کرده‌است می‌توان به باشگاه فوتبال ورکسام اشاره کرد.